# ای. مایکل نول
ای. مایکل نول (A. Michael Noll) (متولد ۱۹۳۹، نیوآرک، نیوجرسی)، یک مهندس آمریکایی و استاد بازنشسته در مدرسه ارتباطات و روزنامه‌نگاری آننبرگ در دانشگاه کالیفرنیای جنوبی است. او به عنوان «دین» مدرسه آننبرگ از ۱۹۹۲ تا ۱۹۹۴ میلادی خدمت نمود. او یکی از اولین پیشتازان در هنرهای کامپیوتری دیجیتالی و انیمیشن سه بعدی و ارتباطات لامسه‌ای بود. می توان از اثار او به هری پاتر اشاره کرد 

## زندگی‌نامه
نول دارای B.S.E.E. از مؤسسه فناوری نیوجرسی (اکنون آن را به عنوان مؤسسه فناوری نیوجرسی می‌شناسند)، یک M.E.E. از دانشگاه نیویورک و PhD در مهندسی برق از مدرسه مهندسی تندن دانشگاه نیویورک می‌باشد.
قبل از ملحق شدنش به مدرسه ارتباطات آننبرگ، حرفه‌های مختلفی در تحقیقات علوم پایه در زمینه بازاریابی مخابرات راه دور و سیاست علمی داشت. او با دپارتمان محصولات مصرف‌کنندگان و بازاریابی در شرکت AT&T کار کرده بود که در آنجا به ارزیابی‌های فنی و شناسایی فرصت‌های مرتبط با محصولات و خدمات جدیدی چون کنفرانس از راه دور و ویدئوتکس پرداخته بود.
وی هدایتگر تحقیقات فناوری و همکار ارشد تحقیقاتی وابسته در مؤسسه تله-اطلاعات در مدرسه تجاری دانشگاه کلمبیا بود. او با «مدیا سنتر» در مدرسه حقوق نیویورک کار کرده و مشاور ارشد جامعه مارکونی بوده و عضو الحاقی هیئت علمی برنامه مخابرات راه دور عاملی در مدرسه هنر تیش از دانشگاه نیویورک بوده‌است. همچنین دستیار «کوئلو سنتر» در دانشگاه ایالتی میشیگان است.
نول در اوایل دهه ۱۹۷۰ میلادی، جزوی از کارکنان مشاور علمی ریاست جمهوری در کاخ سفید بوده و درگیر در مسائلی چون امنیت رایانه و حریم خصوصی، صادرات کامپیوتری، اطلاعات فنی و علمی و آموزش فناوری بوده‌است.
نول از ۱۹۹۲ تا ۱۹۹۴ میلادی «دین» مدرسه USC برای ارتباطات آننبورگ، برای یک دوره انترنی بوده‌است. طی این زمان، بینش وسیع تری از ارتباطات را فرموله کرد که منجر به ادغام واحدهای آکادمیکی USC که به مطالعه ارتباطات می‌پرداختند شد. او به هیئت علمی مدرسه آننبرگ به عنوان استاد ارتباطات در ۱۹۸۴ میلادی پیوست و در ۲۰۰۶ مبدل به استاد بازنشسته آنجا شد.
جامعه افتخاری مهندسی الکتریکی «اتا کاپا نو» نشان افتخاری به عنوان «مهندس برق جوان برجسته» را در ۱۹۷۰ میلادی اهدا نمود.

## کارها
آزمایشگاه‌های بل در اوایل دهه ۱۹۶۰ میلادی، به شدت در زمینه آغاز تحولات در زمینه هنرهای کامپیوتری دیجیتالی (ای. مایکل نول)، انیمیشن کامپیوتری دیجیتالی (ادوارد ئی. زاجاک، فرنک سیندن و کنت سی. کنولتون) و موسیقی کامپیوتری دیجیتالی (مکس وی. متیوز و جان آر پیرس) پیشتاز بود.
نول نزدیک به پانزده سال را در زمینه تحقیقات بنیادی در آزمایشگاه‌های بل در موری هیل، نیوجرسی بسر بود. زمینه تحقیقاتی او در آنجا در چنین حوزه‌هایی بود: افکت‌های رسانه‌ای در ارتباطات بین افراد، گرافیک کامپیوتری سه بعدی و انیمیشن، ارتباطات انسان-ماشین با حواس لامسه، پردازش سیگنال گفتاری، تعیین پیچ سپستروم و زیباشناسی.
نول از کامپیوتر دیجیتالی جهت ایجاد الگوهای هنری استفاده کرده و استفاده از فرایندهای تصادفی و الگوریتمی را در خلق هنرهای تجسمی را صوری سازی نمود. هنر کامپیوتری دیجیتالی او اولین بار در تابستان ۱۹۶۲ میلادی در آزمایشگاه‌های تلفن بل در مورای هیل نیوجرسی برنامه‌نویسی شد و باعث گردید که یکی از اولین نوآوران هنرهای کامپیوتری دیجیتالی گردد.
در ۱۹۶۵ میلادی، نول به همراه دو پیشتاز دیگر در زمینه هنرهای کامپیوتری اولیه به نام‌های فریدر نیک و گئورگ نییز در آلمان، هنرهای کامپیوتریشان را در معرض دید عوام قرار دادند. طی آوریل ۱۹۶۵ میلادی، گالری هوارد وایز در شهر نیویورک، هنرهای کامپیوتری نول را همراه با الگویی از نقاط تصادفی اثر بلا جولسز در معرض نمایش قرار داد. سپس بعداً در ۱۹۶۵ میلادی، هنرهای کامپیوتری دیجیتالی نول همراه با هنرهای کامپیوتری آنالوگ ماوقان میسون در کنفرانس «کامپیوتری مشترک در پاییز»، در لاس وگاس به نمایش درآمد. نول در دهه ۱۹۶۰ میلادی پیشنهاد نمود که کامپیوترهای دیجیتالی را می‌توانن مبدل به فضایی برای ایجاد آثار خلاقانه هنری کرد. تمامی هنرهای دیجیتالی او به زبان فرترن و پکیج‌های زیرروالی فرترنی بود که خودش نوشته بود.
اواخر دهه ۱۹۶۰ و اوایل دهه ۱۹۷۰ میلادی، نول دستگاه‌های ورودی سه بعدی و نمایشگرهای تعاملی و همچنین یک دستگاه فورس-فیدبک لامسه‌ای (فیلی) را ساخت (با گواهی ثبت اختراع آمریکایی به شماره ۳٬۹۱۹٬۶۹۱ و عنوان «سامانه ارتباطی انسان-ماشین لامسه‌ای» که در ۲۶ مه سال ۱۹۷۱ و در شماله ۱ نوامبر ۱۹۷۵ میلادی بایگانی شده).